# Estació d'Almeda
Almeda és una estació de la línia 8 del Metro de Barcelona i de la xarxa de Ferrocarrils de la Generalitat de Catalunya (FGC) que pertany al bloc de línies S3, S4, S8, S9, R5, R6, R50 i R60 de la Línia Llobregat-Anoia, situada sota el passeig dels Ferrocarrils Catalans, al barri de l'Almeda de Cornellà de Llobregat, a la comarca del Baix Llobregat.
L'actual estació es va inaugurar el 1985, amb la construcció del soterrament entre les estacions de Sant Josep i Cornellà-Riera. Abans del soterrament existia una estació en superfície on ara hi ha l'actual, de la qual encara es conserva l'edifici.
L'estació és a la zona de negocis i industrial de Cornellà, ja que molt a prop de l'estació hi ha el WTC Almeda Park, la Fira de Cornellà, el Corte Inglés i moltes més empreses i indústries.
Cornellà té encara una altra estació de la Línia Llobregat-Anoia de FGC, Cornellà-Riera; l'intercanviador multimodal de l'Estació de Cornellà Centre, on coincideixen metro, rodalies, tram i autobusos, i dues estacions més de la L5 del Metro de Barcelona: Gavarra i Sant Ildefons.

## Serveis ferroviaris
| Línia Llobregat-Anoia de FGC |                                 |                     |                |                                |
| Procedència/Destinació       | <                               | Línia               | >              | Procedència/Destinació         |
| Barcelona - Pl. Espanya      | L'Hospitalet - Av. del Carrilet |                     | Cornellà-Riera | Molí Nou \| Ciutat Cooperativa |
| Barcelona - Pl. Espanya      | L'Hospitalet - Av. del Carrilet | Can Ros             | Cornellà-Riera |                                |
| Barcelona - Pl. Espanya      | L'Hospitalet - Av. del Carrilet | Olesa de Montserrat | Cornellà-Riera |                                |
| Barcelona - Pl. Espanya      | L'Hospitalet - Av. del Carrilet | Martorell-Enllaç    | Cornellà-Riera |                                |
| Barcelona - Pl. Espanya      | L'Hospitalet - Av. del Carrilet | Quatre Camins       | Cornellà-Riera |                                |
| Barcelona - Pl. Espanya      | L'Hospitalet - Av. del Carrilet | Manresa-Baixador    | Cornellà-Riera |                                |
| Barcelona - Pl. Espanya      | L'Hospitalet - Av. del Carrilet | Igualada            | Cornellà-Riera |                                |
| Barcelona - Pl. Espanya      | L'Hospitalet - Av. del Carrilet | Manresa-Baixador    | Cornellà-Riera |                                |
| Barcelona - Pl. Espanya      | L'Hospitalet - Av. del Carrilet | Igualada            | Cornellà-Riera |                                |

## Accessos
- Passeig dels Ferrocarrils Catalans